# Асмолов Андрій Вікторович
Андрі́й Ві́кторович Асмо́лов — український військовик, сержант Збройних сил України, учасник російсько-української війни.

## Короткий життєпис
13 років працював в МВС — з 2000 по 2013-й, займався розкриттям кримінальних злочинів, проводив поліграфічні тестування.
Мобілізований 17 травня 2014-го. Начальник автослужби, 40-й окремий мотопіхотний батальйон, 17-а окрема танкова бригада. Зумів вибратися з Іловайського котла. Побував вдома в короткочасній відпустці.
12 лютого 2015-го загинув на позиції «Олімп» опорного пункту «Мойша» — східна околиця Дебальцевого під час мінометного обстрілу терористами.
Вдома залишились мама, брат, дружина, донька та син. Похований в Нікополі 6 березня 2015-го, у місті оголошено день смутку.

## Нагороди
За особисту мужність і героїзм, виявлені у захисті державного суверенітету та територіальної цілісності України, вірність військовій присязі під час російсько-української війни
- нагороджений орденом «За мужність» III ступеня (4.6.2015, посмертно)
- відзнака Президента України «За участь в антитерористичній операції» (посмертно)[1]